# Корін Нарассіґен
Корін Нарассіґен (7 березня 1975 , Ле-Пор ) — французький політик Соціалістичної партії та Екологія Європи-Зелені, колишній депутат Національних зборів Франції, обрана на парламентських виборах 2012 року в північноамериканському виборчому окрузі французів, які проживають за кордоном.

## Особисте життя
Корін Нарассіґен народилася 1975 року в Сен-Полі, у французькому заморському департаменті Реюньйон в сім'ї вчителів лівого ухилу. Вона закінчила Telecom SudParis і здобула ступінь магістра телекомунікацій в Університетському коледжі Лондона. З 1999 року проживає в США. Заявила, що її інтерес до політики зріс під час виборів у США 2000 року. До свого обрання Корінн працювала у U.S. Bancorp США.

## Політичне життя
Нарассіґен приєдналася до нью-йоркського відділення Соціалістичної партії і була її секретарем з 2003 по 2009 рік У 2005 році була обрана до облвиконкому, де займалася міжнародними справами після співавторства роботи про модернізацію життя партії.

### 2009 та 2010 вибори до Асамблеї громадян Франції за кордоном
Вона була кандидатом на виборах 2009 року до Асамблеї громадян Франції за кордоном замість Крістіани Чікконе. Вона була обрана другим кандидатом від Соціалістичної партії. Однак інший кандидат, який не був обраний, подав до суду, щоб вибори було визнано недійсними. Крістіан Чікконе та Корін Нарассіґен були переобрані в 2010 році . Її вкотре обрали під час наступного повторного голосування. Пізніше вона стала одним із двох віце-президентів Комітету з питань законів і правил Асамблеї французьких громадян за кордоном.

### Вибори до парламенту 2012 року
Корін Нарассіґен стала першим оголошеним кандидатом, розпочавши агітацію у грудні 2010 року. У березні 2012 року вона оголосила, що деякі з її цілей полягали в тому, щоб заохочувати міжнародну мобільність та сприяти дискусії щодо змін до законодавства про працю. Того ж місяця вона сказала, що її дві основні «теми» були освіта та соціальні питання, виступаючи за встановлення консульської соціальної допомоги на основі активної та універсальної медичної допомоги. Її обрали у другому турі, з підтримкою 54 % голосів. 15 лютого 2013 року її обрання було визнано недійсним вищим конституційним судом Франції через порушення обліку, і їй було заборонено обіймати державні посади на 12 місяців.